# Kompakt csillag
A csillagászatban a kompakt csillag (compact star ) megnevezés (néha kompakt objektum (compact object)) a fehér törpék, neutroncsillagok, más egzotikus sűrűségű csillagok (exotic dense stars) és fekete lyukak közös osztályozására használatos. Ezek az objektumok mind kicsik a tömegükhöz képest. A kompakt csillag név szabadon használható akkor is, ha a csillag pontos természete nem ismert, de bizonyíthatóan nagy a tömege és kicsi a sugara: ez tehát arra utal, hogy egy lehet a fent említettek közül. Az olyan kompakt csillag, amely nem fekete lyuk, hívható elfajult csillagnak is (degenerate star).
A kompakt csillagok a csillagfejlődés végpontját jelentik. Habár foroghatnak, ennél fogva hűlnek és energiát veszítenek, nincs olyan magas hőmérsékletük, hogy megőrizzék a nyomásukat. Sugárzó felületi zavarok vagy barion bomlás állhatatosan folytatódhatnak. Történetesen, ha elég ideig várunk (az Univerzum ún. elfajult koráig (degenerate era of the universe)), minden csillag sötét, kompakt csillaggá válik.
A kompakt objektumok némiképp szélesebb osztályát néha úgy definiálják, hogy magába foglalja éppúgy a kompakt csillagokat, mint a kisebb szilárd objektumokat, mint bolygók, aszteroidák és üstökösök. Ezek az egyetlen olyan objektumok az Univerzumban, melyek alacsony hőmérsékleten létezhetnek. Bár figyelemre méltó különbség van a csillagok és ezen többi anyaghalmaz között, mégis minden fajta sűrűségű anyag az Univerzumban végül is kompakt objektumként végzi.